# Liste der Naturdenkmale in Betzdorf
Die Liste der Naturdenkmale in Betzdorf nennt die im Stadtgebiet von Betzdorf ausgewiesenen Naturdenkmale (Stand 15. Februar 2024).

## Naturdenkmale
| Nr.         | Bezeichnung                                                          | Lage                                                  | Beschreibung                                                                                         | Bild            |
| ----------- | -------------------------------------------------------------------- | ----------------------------------------------------- | --- | --------------- |
| ND-7132-378 | Kreuzeiche Betzdorf                                                  | Betzdorf, Scheuerfelder Straße, gegenüber Nr. 41 Lage | Quercus sp., vor 1650 gekeimt                                                                        | Fotos hochladen |
| ND-7132-421 | Baumgruppe am ehemaligen St.-Josefs-Krankenhaus in Betzdorf          | Betzdorf, Steinerother Straße, bei Nr. 34 Lage        | Quercus sp., 15 Bäume; Castanea sativa, ein Baum; Picea abies, zwei Bäume                            | Fotos hochladen |
| ND-7132-436 | Baumgruppe an der Geschwister-Scholl-Realschule in Betzdorf-Struthof | Struthof, Kirchener Straße, bei Nr. 64 Lage           | Ulmus glabra, um 1920 gekeimt, Umfang ca. 3,2 m; Carpinus betulus, um 1900 gekeimt, Umfang ca. 3,5 m | Fotos hochladen |